# Куауа
Куауа (фр. Kouaoua) — коммуна и населённый пункт в Новой Каледонии, расположенная на восточном побережье острова Новая Каледония. На территории коммуны ведется добыча никеля.

## География
Куауа находится на восточном побережье острова. На юго-востоке граничит с коммуной Канала, на северо-западе с коммуной Уаилу. Площадь Куауа составляет 383 км2.

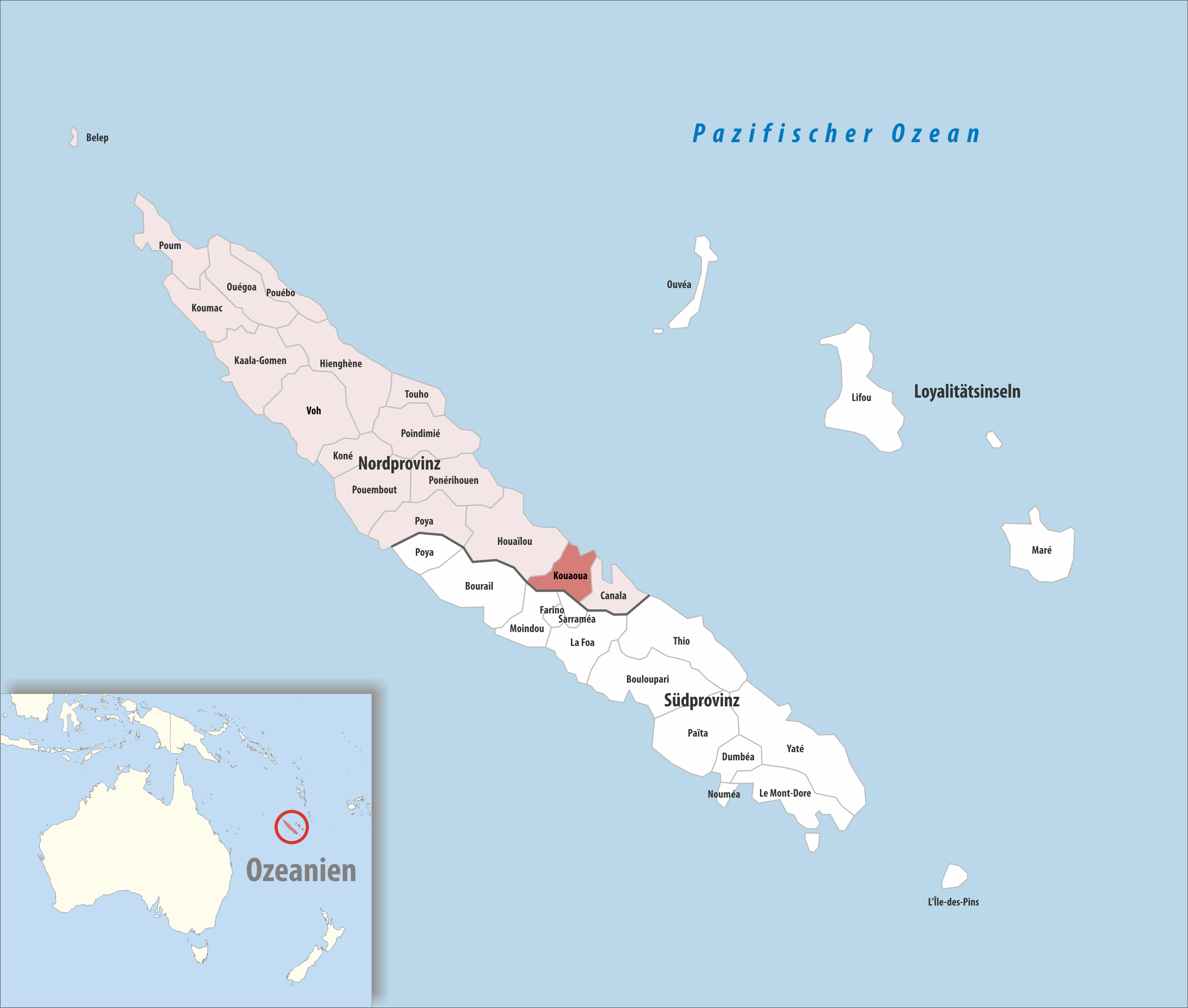
Расположение коммуны

## История
Коммуна была образована 28 апреля 1995 года. До этого она входила в состав коммуны Канала.

## Климат
Средняя температура в регионе составляет 20 °C. Самый теплый месяц — январь при средней температуре 23 °C, а самый холодный — июль при средней температуре 16 °C. Среднее количество осадков составляет 1151 миллиметр в год. Самый влажный месяц — январь (184 мм осадков), а самый сухой — май (44 мм осадков).

## Население
По данным переписи 2019 года, население Куауы составило 1304 человека.
| 1996  | 2004  | 2009  | 2014  | 2019 |
| ----- | ----- | ----- | ----- | ---- |
| 1 524 | 1 586 | 1 345 | 1 452 | 1304 |